# Naramata-Talsperre
Die Naramata-Talsperre (jap. 奈良俣ダム, ~damu) ist eine Talsperre im Ortsteil (Ōaza) Fujiwara von Minakami in der japanischen Präfektur Gunma. Das Absperrbauwerk, ein Steinschüttdamm, ist 158 m hoch und 520 m lang.
Der Fluss Naramata (楢俣川, -gawa), der zum Flusssystem des Tone gehört, wird zu einem zwei Quadratkilometer großen Stausee mit einem Fassungsvermögen von 90 Millionen Kubikmetern gestaut. An der Talsperre wird ein Wasserkraftwerk mit 12,2 MW Leistung betrieben.